# Liste der irischen Abgeordneten zum EU-Parlament (2009–2014)
Die Liste der irischen Abgeordneten zum EU-Parlament (2009–2014) listet alle irischen Mitglieder des 7. Europäischen Parlaments nach der Europawahl in Irland 2009 auf.

## Mandatsstärke der Parteien am Ende der Wahlperiode
- GUE/NGL: 1
- S&D: 2
- ALDE: 4
- EVP: 4
- NI: 1

| Nationale Partei       | Mandate | Fraktion                                                                                  |
| ---------------------- | ------- | ----------------------------------------------------------------------------------------- |
| Fine Gael (FG)         | 4       | Fraktion der Europäischen Volkspartei (EVP)                                               |
| Fianna Fáil (FF)       | 3       | Fraktion der Allianz der Liberalen und Demokraten für Europa (ALDE)                       |
| Parteilose Abgeordnete | 1       | Fraktion der Allianz der Liberalen und Demokraten für Europa (ALDE)                       |
| Labour Party           | 2       | Fraktion der Progressiven Allianz der Sozialdemokraten im Europäischen Parlament (S&D)    |
| Páirtí Sóisialach (SP) | 1       | Konföderale Fraktion der Vereinten Europäischen Linken/Nordischen Grünen Linken (GUE/NGL) |
| Parteilose Abgeordnete | 1       | Fraktionslose Abgeordnete (NI)                                                            |
| SUMME                  | 12      |                                                                                           |

## Abgeordnete
| Bild | Name               | geb. | Partei          | Fraktion | Wahlkreis  | Kommentar                                                               |
| ---- | ------------------ | ---- | --------------- | -------- | ---------- | ----------------------------------------------------------------------- |
|      | Liam Aylward       | 1952 | FF              | ALDE     | East       |                                                                         |
|      | Nessa Childers     | 1956 | Labourparteilos | S&DNI    | East       | Fraktionsaustritt am 17. September 2013, Parteiaustritt am 3. März 2014 |
|      | Emer Costello      | 1962 | Labour          | S&D      | Dublin     | Nachgerückt am 15. Februar 2012, nachgerückt für Alan Kelly             |
|      | Brian Crowley      | 1964 | FF              | ALDE     | South      |                                                                         |
|      | Pat Gallagher      | 1948 | FF              | ALDE     | North-West |                                                                         |
|      | Marian Harkin      | 1953 | parteilos       | ALDE     | North-West |                                                                         |
|      | Jim Higgins        | 1945 | FG              | EVP      | North-West |                                                                         |
|      | Seán Kelly         | 1956 | FG              | EVP      | South      |                                                                         |
|      | Mairead McGuinness | 1959 | FG              | EVP      | East       |                                                                         |
|      | Gay Mitchell       | 1951 | FG              | EVP      | Dublin     |                                                                         |
|      | Paul Murphy        | 1983 | SP              | GUE/NGL  | Dublin     | Nachgerückt am 1. April 2011, nachgerückt für Joe Higgins               |
|      | Phil Prendergast   | 1959 | Labour          | S&D      | South      | Nachgerückt am 21. April 2011, nachgerückt für Proinsias De Rossa       |

## Ausgeschiedene Abgeordnete
| Bild | Name               | geb. | Partei | Fraktion | Wahlkreis | Kommentar                                                        |
| ---- | ------------------ | ---- | ------ | -------- | --------- | ---------------------------------------------------------------- |
|      | Proinsias De Rossa | 1940 | Labour | S&D      | Dublin    | Ausgeschieden am 1. Februar 2012, Nachrückerin: Phil Prendergast |
|      | Joe Higgins        | 1949 | SP     | GUE/NGL  | Dublin    | Ausgeschieden am 24. Februar 2011, Nachrücker: Paul Murphy       |
|      | Alan Kelly         | 1975 | Labour | S&D      | South     | Ausgeschieden am 24. Februar 2011, Nachrücker: Emer Costello     |